# Radviliškis (kommun i Litauen)
Radviliškis är en kommun i Litauen.   Den ligger i länet Šiauliai län, i den centrala delen av landet, 170 km nordväst om huvudstaden Vilnius. Antalet invånare är 39 705.
Följande samhällen finns i Radviliškis:
- Šeduva